# Turbo (hudební skupina)
Turbo je česká rocková skupina založená v roce 1981 v Plzni.
Skupinu v roce 1981 založili Richard Kybic a Jirka Lang po rozpadu kapely Bumerang s Petrou Janů, kdy dostali nápad od Ladislava Vostárka, aby založili vlastní skupinu. Skupinu, mezitím doplnil basista Jiří Vondráček a klávesista Ladislav Rýdl.

## Nejznámější písně
- Hráč
- Chtěl jsem mít
- Díky, já jdu dál
- Je to jízda
- Krásným dívkám
- Přestáváš snít
- Láska z pasáží
- Kdo z nás je vinný
- To bude pánové jízda
- Vodopád prázdných slov
- Ptáků se ptej

## Členové skupiny

### Současní
- Jirka Lang – bicí, zpěv (1981–1990, 1999–současnost), klávesy (1985–1990)
- Petr „Bob“ Šťastný – baskytara, doprovodný zpěv (1986–1990, 1999–současnost)
- Karel Mecner – kytary, doprovodný zpěv (2025–současnost), klávesy (2018–2024)
- Miloslav Orcígr – klávesy, syntezátory (1999–2008, 2025–současnost)
- Radomil Zíka – zpěv (2025–současnost)

### Bývalí
- Richard Kybic – zpěv, kytary (1981–1990, 1999–2002) (zemřel 2003)
- Jiří Vondráček – zpěv, baskytara (1981–1984)
- Ladislav Rýdl – klávesy, syntezátory (1981–1983, 1999)
- Martin Laul – klávesy, syntezátory, doprovodný zpěv (1983–1990, 2008–2018)
- Jiří „Bavr“ Lokajíček – bicí (1985–1987)
- Jaroslav Želínský – bicí (1987–1990)
- Miroslav Chrástka – zpěv, kytary (2002–2024)

### Ostatní
- Ladislav Vostárek – textař a manažer (1981–1988)

## Diskografie
- 1984 Turbo – Supraphon
- 1985 To bude, pánové, jízda – Supraphon
- 1985 Heavy Waters – Artia (anglická verze alba To bude, pánové, jízda)
- 1987 Hráč – Supraphon
- 1988 Turbo '88 – Supraphon
- 1990 Parta – Supraphon
- 1994 The Best Of – To byla, pánové, jízda – Supraphon
- 1999 Turbo – Gold – Popron Music
- 2000 Turbo 2000 – Monitor EMI (disco-remixy)
- 2001 Jsou stále v nás – Sony Music Bonton
- 2003 To byla, pánové, jízda – Supraphon (reedice výběru hitů)
- 2003 Byl to hráč – Turbo s Richardem Kybicem – EMI Czech Republic
- 2004 Original Live – EMI Czech Republic
- 2005 Návrat králů – EMI Czech Republic
- 2007 25 let – Sokol's power voice, DVD
- 2007 Best of – Supraphon, 2CD
- 2011 Je to jízda (Best Of 1990-2010) – EMI Czech Republic
- 2012 Žár – Turbo-Rock-Records
- 2020 Who's There To Love You - Supraphone (anglická verze alba Parta)
- 2020 Noční dravci - Warner Music Czech Republic s.r.o.

## Sampler
- 1985 Posloucháte větrník...1 – Supraphon - Já to s tebou vzdávám
- 1987 Posloucháte větrník...3 – Supraphon - Svou hru hrát

## Singly
- 1981 Sedm dní/Dívka s modrýma očima – Supraphon,
- 1982 Tak co čekáš/Takhle se k výškám jde – Supraphon,
- 1982 Přestáváš snít/Amore, při mě stůj – Supraphon,
- 1983 Další ráno/Měsíc – Supraphon,
- 1983 Díky, já jdu dál/Růžový kavalír – Supraphon,
- 1985 Chtěl jsem mít/Tak jsem byl zase jednou druhej – Supraphon,
- 1987 Hráč/Komu se nelení – Supraphon,
- 1988 Vodopád prázdných slov/Navždy "Goodbye" – Supraphon,
- 1989 Láska z pasáží/Sáro – Supraphon,
- 1989 Kdo z nás je vinný/Andrománie – Supraphon,